# ジョン・ロバーツ
ジョン・グローバー・ロバーツ・ジュニア（John Glover Roberts, Jr.、1955年1月27日 - ）は、アメリカ合衆国の裁判官。同国第17代最高裁判所長官。
最高裁長官就任前、コロンビア特別区巡回区連邦控訴裁判所の判事を務め、それ以前は14年間の法律事務所勤務、司法省勤務に加えてレーガン政権時代のホワイトハウス法律顧問をも務めている。

## 生い立ち
ロバーツはニューヨーク州バッファローにて1955年1月27日に、父ジョン・ロバーツと母ローズマリー・ポドラスキーとの間に生まれた。彼の父親はベツレヘム・スティール社の重役を務め、ロバーツは小学校2年生の時に父の仕事の関係上でインディアナ州ロングビーチに引っ越している。その裕福な地域で、ロバーツはカトリック信徒として3人の姉妹とともに育てられた。
ロバーツは1973年にカトリック系全寮制のラ・ルミエーレ高校を首席で卒業し、その高校ではフットボール、レスリング、合唱、演劇、校内新聞と各種のクラブ及び課外活動に参加した。又、生徒会にも参加している。
高校卒業後にハーバード大学に2年生として進学し、夏休みには製鉄工場で働いて学費を捻出した。ハーバード在学中、マルキシズムを題材にしたエッセイで賞も獲得している。ハーバードを1976年に最優等（summa cum laude）で卒業し、ハーバード・ロー・スクールへと進学した。ロースクールではハーバードローレビューにマネージングエディターとして参加し、1979年に優等（magna cum laude）を受けて修了、ジュリス・ドクターを取得している。
ロバーツは1996年にジェーン・マリー・サリバンと結婚し、ワシントンD.C.郊外のメリーランド州ベゼズダに居を構えている。妻ジェーン・サリバンも弁護士であり、フェミニスト弁護士として活躍している。2000年に2人の子供を養子にしており、それぞれジョセフィーン（ジョージー）とジャックと名付けている。ブッシュ大統領によるロバーツの最高裁判事指名の場において踊っていたのは当時4歳のジャックである。

## 弁護士時代
ロースクール修了後、ロバーツは連邦第2巡回区控訴裁判所のヘンリー・フレンドリー判事の下で1年間ロー・クラークとして働いた。続く1980年から1981年までの1年間、ウィリアム・レンキスト合衆国連邦最高裁判所判事の元でロー・クラークを務めている。1981年から1982年の間、ロバーツはレーガン政権の合衆国司法長官ウィリアム・フレンチ・スミスの下で特別補佐官を務めている。その後、1982年から1986年まで当時の大統領法律顧問フレッド・F・フィールディングの補佐官を務めた。
1986年にロバーツはワシントンD.C.に本拠を置く弁護士事務所、ホーガン・アンド・ハートソン（Hogan & Hartson）に籍を移したが、1989年から1993年までは第1次ブッシュ政権の司法次官首席補佐官として事務所を離れている。この間、ロバートは合衆国政府代表として連邦最高裁において39件の訴訟を手がけ、内25件において勝訴している。合衆国対マイクロソフト事件においては、原告の18の州を代理した。
1992年にジョージ・H・W・ブッシュ大統領によってコロンビア特別区巡回区連邦控訴裁判所の判事に指名されたが、上院の承認を受けることができなかった。その後ロバーツはホーガン・アンド・ハートソン法律事務所の所属弁護士に戻り、同事務所の上訴部門の責任者として最高裁での弁論を行った。またこの間ジョージタウン大学ローセンターで教鞭を執っている。

## 連邦控訴裁判所判事指名

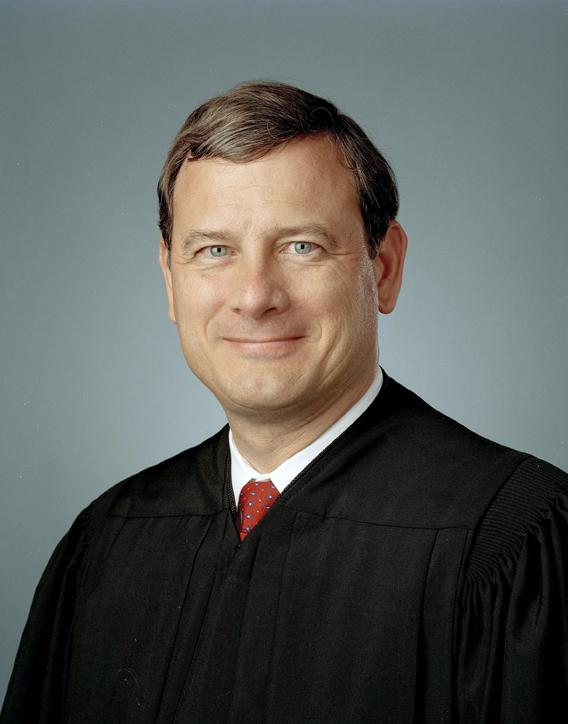
コロンビア特別区巡回区連邦控訴裁判所判事 (2004)

ジョージ・W・ブッシュ大統領は2001年5月9日にロバーツをコロンビア特別区巡回区連邦控訴裁判所判事に指名したが、民主党主導の上院司法委員会によって他の29名の候補者と共に否決されている。その後、2003年1月7日にジェームス・バックリー判事の後任として指名され、司法委員会によって16対3の差で承認された後、全会一致で上院で承認されている。2003年6月2日より判事として活動を始めた。
2005年に公開された、2003年に弁護士事務所を退職した時点でのロバーツの財務状況によると、ロバーツの年俸は104万4千399ドル（約1億2千万円）であり、ファイザーやP&Gを含む多数の株を保有していた。又、アイルランドにあるコテージの8分の1の所有権を有し、1万5千ドル相当の妻所有の家があった。

## 最高裁判所への任命

### 最高裁判所判事・最高裁判所長官任官

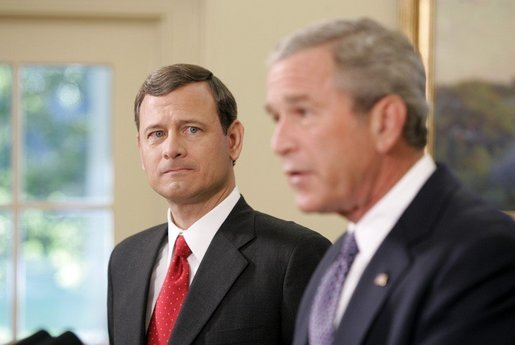
ブッシュ大統領による最高裁判事指名（2005年）

合衆国最高裁判事のサンドラ・デイ・オコナーの引退発表を受け、ジョージ・W・ブッシュ大統領は2005年7月19日、ロバーツを最高裁判所判事に指名した。ところが9月3日に最高裁判所長官ウィリアム・レンキストが死去したため、ブッシュ大統領は9月6日、ロバーツを改めて長官として指名した。上院司法委員会での承認を経て、上院は9月29日、78対22でロバーツの指名を承認した。同日ロバーツは最高裁判事ジョン・ポール・スティーブンスの前で宣誓を行い、合衆国最高裁判所長官に就任した。就任時点で50歳であり、過去3番目に若い長官となった。
ロバーツは穏健な保守派だと考えられており、また判決では事件毎に慎重な判断を行い、先例を尊重し、新たな包括的な規範を定立することを避ける傾向にあると評価されている。しかし、ロバーツの連邦控訴裁判所判事としての経験は短く、また論文や講演も少ないため、憲法問題に対する見解は不明確な部分が多い。
2020年においては、保守派判事5人、リベラル派判事4人という拮抗した最高裁の状況で、キャスティングボートを握る役割を果たしていた。保守派のポジションに立ちながらも、ロバーツが判決において多数意見となる頻度は過去10年間で最も高くなった。